# هال بيريرا
هال بيريرا (بالإنجليزية: Hal Pereira)‏ هو مخرج فني أمريكي، ولد في 29 أبريل 1905 في شيكاغو في الولايات المتحدة، وتوفي في 17 ديسمبر 1983 في لوس أنجلوس في الولايات المتحدة.

## وصلات خارجية
- هال بيريرا على موقع IMDb (الإنجليزية)
- هال بيريرا على موقع قاعدة بيانات الفيلم (الإنجليزية)